# Sucuk
Il sucuk è un insaccato crudo secco, condito, consumato nei Balcani, in Medio Oriente e in Asia centrale. Il nome deriva dal persiano زیجک zījak, "budello ripieno". Il dizionario persiano-inglese del XIX secolo, compilato da Francis Steingass, lo descrive come "gli intestini di una pecora, ripieni di carne tritata e riso, conditi".
Consiste in carne tritata, normalmente di vitello, anche se può essere prodotto anche con altre carni e spezie differenti, incluse per esempio il cumino, il sumac, l'aglio, il sale e il pepe, inserita in un budello di animale, che si lascia seccare per qualche settimana. Può essere più o meno piccante, piuttosto salata e con un importante contenuto di grasso.
Normalmente si usa affettarla e cucinarla senza aggiunta di olio, dato che il proprio grasso è sufficiente per friggerla. Per colazione, si suole servire in forma simile a quella della pancetta; si frigge in una padella, a volte con l'uovo, e si accompagna con una tazza di tè turco caldo. Il sucuk si utilizza anche in alcune preparazioni con i fagioli e in certi pasticci di alcune regioni turche. In Bulgaria, il sucuk crudo affettato si serve con la rakia o con altre bevande a alta gradazione. In Libano, il sucuk cucinato in rotelle si usa come farcitura di panini, con la salsa all'aglio e i pomodorini.

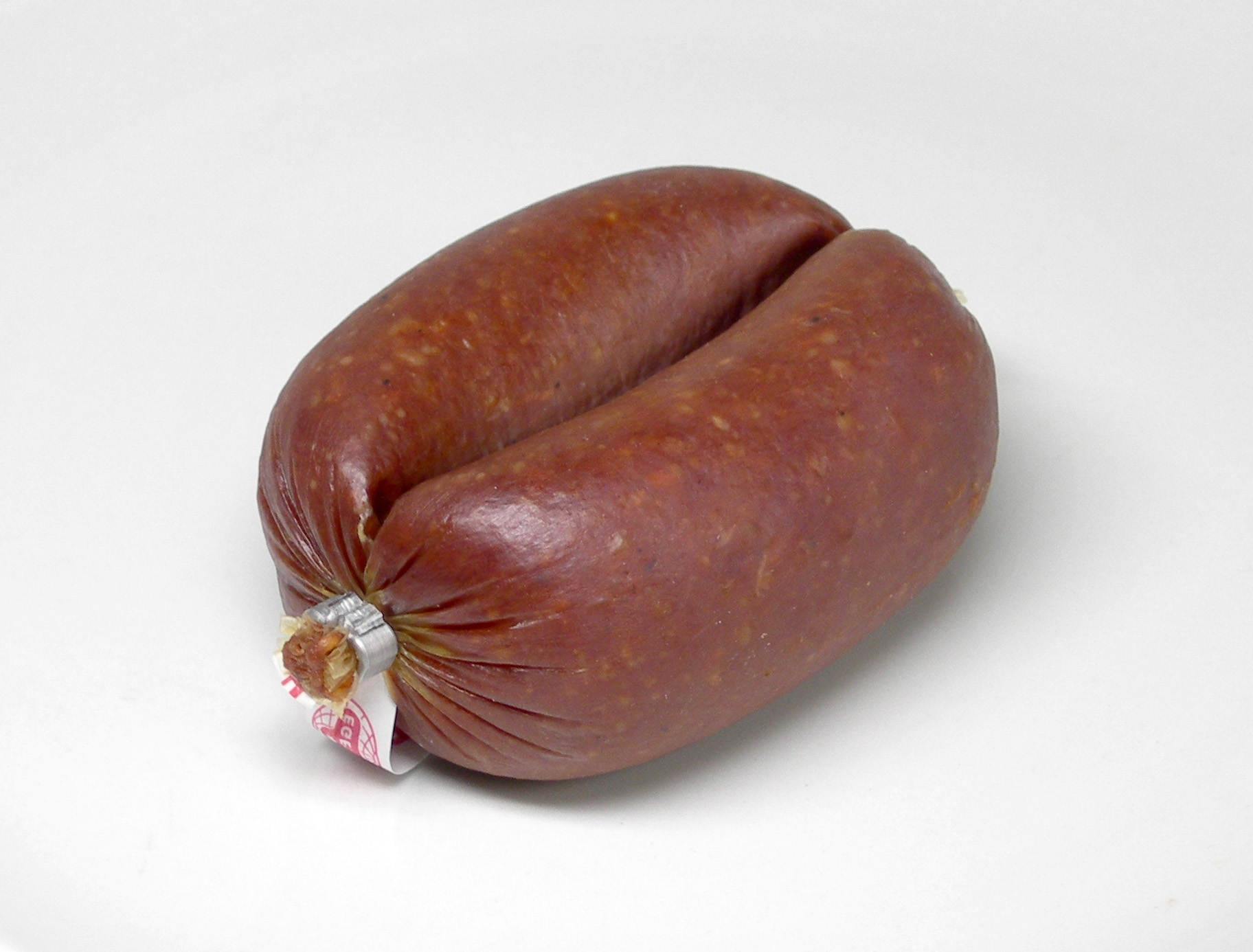
Variante turca, chiamata parmak sucuk.

Il sucuk è servito spesso nei pasticci salati in Iraq, Siria, Palestina e in Libano. A volte si può trovare anche il sucuk shawerma. Similmente, il sucuk kebab è stato introdotto in Turchia sul finire degli anni novanta.

## Nomi
Il nome turco sucuk è stato adottato senza cambiamenti nelle lingue della regione, incluso il bulgaro суджук, sudzhuk; il russo суджук, sudžuk; l'albanese suxhuk; il romeno sugiuc; il serbocroato sudžuk/cyџyk; il macedone суџук, sudžuk; l'armeno սուջուխ, suǰux; l'arabo سجق, sujuq; il greco σουτζούκι, soutzouki. Evidentemente, è conosciuto anche nelle lingue delle altre popolazioni turche: il kirghiso чучук, čučuk; e il kazako шұжық, shujyq.

## Variante dolce
Esiste anche una variante dolce con la forma di salsiccia chiamata cevizli sucuk (Turchia e Cipro del Nord), soutzoukos (Grecia) o churchkhela (Georgia) che si prepara cucendole a catena e immergendole in mosto d'uva ispessito e lasciandole seccare.